# Life Laundry
Life Laundry is een van oorsprong Brits televisieprogramma waarin een specialist een huis onder handen neemt dat door een enorme hoeveelheid aan spullen is overspoeld. De eigenaren van het huis gaan met de hulp van een specialist alle spullen na en kijken daarbij of ze nuttig zijn of dat ze beter weggegooid of verkocht kunnen worden. De Britse versie werd uitgezonden door UKTV en gepresenteerd door Dawna Walter en Jamie Breese.
De Nederlandse versie werd in 2003 uitgezonden door RTL 4 en gepresenteerd door Kas Stuyf en Mabel van den Dungen.